# قلعه زردک
قلعه زردک مربوط به دوره قاجار است و در شهرستان اردکان، بخش مرکزی، روستای زردک واقع شده و این اثر در تاریخ ۱۱ مرداد ۱۳۸۴ با شمارهٔ ثبت ۱۲۶۵۲ به‌عنوان یکی از آثار ملی ایران به ثبت رسیده است.
قلعه زردک، با قدمتی که به دوره قاجاریه بازمی‌گردد، شاهد فراز و نشیب‌های بسیاری در طول تاریخ این منطقه بوده است.
اهمیت تاریخی و فرهنگی قلعه زردک باعث شد به عنوان یکی از آثار ملی ایران به ثبت برسد. این ثبت، نه تنها به حفظ و نگهداری این بنای ارزشمند کمک می‌کند، بلکه فرصتی را برای معرفی آن به گردشگران و علاقه‌مندان به تاریخ و فرهنگ ایران فراهم می‌آورد.